# Piper protractispicum
Piper protractispicum är en pepparväxtart som beskrevs av C. Dc.. Piper protractispicum ingår i släktet Piper och familjen pepparväxter. Inga underarter finns listade i Catalogue of Life.